# Приузенское муниципальное образование
Приузенское сельское поселение — упразднённое муниципальное образование в составе Александрово-Гайского района Саратовской области России.
Административный центр — посёлок Приузенский. На территории поселения находятся 16 населённых пунктов — 3 посёлка, 13 хуторов.
Законом Саратовской области от 24 февраля 2016 года № 21-ЗСО, 20 марта 2016 года, были преобразованы, путём их объединения, Александрово-Гайское, Варфоломеевское, Искровское, Камышковское, Новостепновское и Приузенское муниципальные образования — в Александрово-Гайское муниципальное образование, наделённое статусом сельского поселения, с административным центром в селе Александров Гай.

## Населённые пункты
- посёлок Приузенский;
- посёлок Ахматов;
- посёлок Передовой;
- хутор Ближний;
- хутор Дальний;
- хутор Жерпатер[2];
- хутор Журавлиха;
- хутор Кошара;
- хутор Крючков;
- хутор Липин;
- хутор Мезин;
- хутор Моховой;
- хутор Новостройка;
- хутор Новый Быт;
- хутор Разлой;
- хутор Суходол.